# چشم‌اندازی از پل
چشم‌اندازی از پل نمایشی است از آرتور میلر که نخستین بار سال ۱۹۵۵ اجرا شد. این نمایشنامه را منیژه محامدی به فارسی برگردانده است.